# Jamestown, Kalifornien
Jamestown är en ort i Tuolumne County i delstaten Kalifornien, USA.